# WM 엔터테인먼트의 음반
이 문서는 WM 엔터테인먼트에서 발표한 음반의 목록이다.

## 2000년대
- 2009년 1월 15일 태군 - 1st Mini Album
- 2009년 4월 21일 H-유진 - [Digital Single] 사랑인가봐
- 2009년 5월 13일 태군 - Rising Star
- 2009년 6월 25일 H-유진 - [Digital Single] 사랑시리즈
- 2009년 9월 17일 태군 - The 3rd Mini Album
- 2009년 11월 19일 H-유진 - [Digital Single] 사랑경보 1

## 2010년대
- 2010년 2월 18일 안진경 - An Jin Kyoung (EP)
- 2010년 5월 6일 H2 - [Digital Single] 마음의 병
- 2010년 8월 26일 안진경 - Be The Voice
- 2010년 12월 24일 H-유진 - [Digital Single] 사랑경보 2
- 2010년 12월 25일 안진경 - [Digital Single] 사진 속 엄마 아빠의 크리스마스 (MBC 꽃다발)[1]
- 2011년 3월 25일 H-유진 - [Digital Single] 안영민 A-Family[2]
- 2011년 4월 20일 H-유진 - [Digital Single] 필승불패 프로젝트[3]
- 2011년 4월 21일 B1A4 - Let's Fly
- 2011년 9월 16일 B1A4 - It B1A4
- 2012년 1월 4일 B1A4 - 부탁해요 캡틴 OST Part 1[4]
- 2012년 3월 5일 B1A4 - [Digital Single] This Time Is Over[5]
- 2012년 3월 14일 B1A4 - THE B1A4 I IGNITION
- 2012년 5월 24일 B1A4 - THE B1A4 I IGNITION SPECIAL EDITION
- 2012년 6월 27일 B1A4 - Beautiful Target
- 2012년 8월 14일 B1A4 - 천번째 남자 OST Part 1
- 2012년 11월 12일 B1A4 - In The Wind
- 2013년 4월 29일 B1A4 - 우리 결혼했어요 세계판 OST Part 1
- 2013년 5월 6일 B1A4 - 이게 무슨 일이야
- 2013년 11월 8일 B1A4 - 응답하라 1994 OST Part 3
- 2014년 1월 13일 B1A4 - Who Am I
- 2014년 4월 8일 산들 - 신의 선물 - 14일 OST Part 3
- 2014년 7월 14일 B1A4 - SOLO DAY
- 2014년 9월 10일 B1A4 - SOLO DAY
- 2015년 1월 10일 진영 - 칠전팔기 구해라 OST Part 1[6]
- 2015년 2월 7일 진영 - 칠전팔기 구해라 OST Part 5[7]
- 2015년 2월 14일 진영 - 칠전팔기 구해라 OST Part 6[8]
- 2015년 2월 21일 진영 - 칠전팔기 구해라 OST Part 7[9]
- 2015년 3월 14일 진영 - 칠전팔기 구해라 OST Part 10[10]
- 2015년 4월 3일 진영 - 칠전팔기 구해라 OST
- 2015년 4월 20일 오마이걸 - OH MY GIRL
- 2015년 8월 10일 B1A4 - Sweet Girl
- 2015년 10월 8일 오마이걸 - CLOSER
- 2015년 10월 21일 바로, 진영 - [Digital Single] 투유 프로젝트 - 슈가맨 Part.1[11]
- 2015년 11월 18일 B1A4 - Happy Days
- 2015년 12월 10일 B1A4 - [Digital Single] 크리스마스잖아요
- 2016년 3월 21일 오마이걸 - [Digital Single] 한 발짝 두 발짝[12]
- 2016년 3월 28일 오마이걸 - PINK OCEAN
- 2016년 4월 29일 산들 - [Digital Single] 듀엣가요제 4회[13]
- 2016년 5월 6일 산들 - [Digital Single] 듀엣가요제 5회[14]
- 2016년 5월 26일 오마이걸 - WINDY DAY
- 2016년 5월 27일 산들 - [Digital Single] 듀엣가요제 8회[15]
- 2016년 6월 1일 승희, 미미 - [Digital Single] 투유 프로젝트 - 슈가맨 Part.33[16]
- 2016년 6월 3일 산들 - [Digital Single] 듀엣가요제 9회[17]
- 2016년 6월 7일 B1A4, 오마이걸 - [Digital Single] 손끝의 사랑[18]
- 2016년 6월 10일 산들 - [Digital Single] 듀엣가요제 10회[19]
- 2016년 7월 6일 산들 - [Digital Single] 투유 프로젝트 - 슈가맨 Part.38[20]
- 2016년 7월 22일 산들 - [Digital Single] 듀엣가요제 16회[21]
- 2016년 7월 29일 산들 - [Digital Single] 듀엣가요제 17회[22]
- 2016년 8월 1일 오마이걸 - 내 얘길 들어봐
- 2016년 8월 10일 승희 - [Digital Single] 아이돌보컬리그 - 걸스피릿 EPISODE 04[23]
- 2016년 8월 24일 승희 - [Digital Single] 아이돌보컬리그 - 걸스피릿 EPISODE 06[24]
- 2016년 8월 30일 산들 - 구르미 그린 달빛 OST Part.2
- 2016년 8월 31일 승희 - [Digital Single] 아이돌보컬리그 - 걸스피릿 EPISODE 07[25]
- 2016년 9월 16일 신우 - 신데렐라와 네 명의 기사 OST Part.8
- 2016년 9월 24일 효정 - 판타스틱 OST Part.3[26]
- 2016년 9월 26일 오마이걸 - 혼술남녀 OST Part.3
- 2016년 10월 4일 산들 - 그렇게 있어 줘
- 2016년 10월 12일 오마이걸 - 신비아파트:고스트볼의 비밀 OST
- 2016년 11월 24일 승희 - 노래의 탄생 TRACK 8[27]
- 2016년 11월 28일 B1A4 - Good Timing
- 2016년 11월 29일 오마이걸 - [Digital Single] 1LOVE - WINTER[28]
- 2017년 1월 12일 아이 - I Dream
- 2017년 2월 7일 산들 - 내성적인 보스 OST Part.3
- 2017년 4월 3일 오마이걸 - COLORING BOOK
- 2017년 6월 14일 진영, 유아 - 아이돌 드라마 공작단 OST Part.2'[29]
- 2017년 7월 6일 산들 - [Digital Single] 오빠[30]
- 2017년 8월 2일 온앤오프 - ON/OFF
- 2017년 8월 14일 산들 - [Digital Single] 판타스틱 듀오 2 Part.11[31]
- 2017년 8월 23일 산들 - 맨홀 OST Part.3
- 2017년 9월 25일 B1A4 - Rollin`
- 2017년 9월 25일 승희 - 사랑의 온도 OST Part.1
- 2017년 10월 13일 B1A4 - 더 패키지 OST Part.1
- 2017년 10월 13일 아이 - [Digital Single] THE UNI+ 마이턴 (My Turn)[32]
- 2017년 10월 27일 아이 - [Digital Single] THE UNI+ Shine[33]
- 2017년 10월 29일 온앤오프 - [Digital Single] 믹스나인 Part.1
- 2017년 11월 19일 온앤오프 - [Digital Single] 믹스나인 Part.3
- 2018년 1월 3일 바로, 신우 - 슬기로운 감빵생활 OST Part.7
- 2018년 1월 7일 산들 - 나쁜녀석들:악의 도시 OST Part.3
- 2018년 1월 9일 오마이걸 - 비밀정원
- 2018년 1월 14일 김민석, 김효진, 미즈구치 유토, 박민균, 심재영, 이승준 - [Digital Single] 믹스나인 Part.5
- 2018년 1월 27일 김민석, 김효진, 심재영, 이승준 - [Digital Single] 믹스나인 Part.6
- 2018년 3월 1일 효정 - [Digital Single] 사르르
- 2018년 3월 5일 오마이걸 - [Digital Single] 투유 프로젝트 - 슈가맨2 Part.7
- 2018년 3월 5일 승희 - 으라차차 와이키키 OST Part.5
- 2018년 4월 2일 B1A4 - [Digital Single] 투유 프로젝트 - 슈가맨2 Part.11[34]
- 2018년 4월 2일 오마이걸 반하나[35] - 바나나 알러지 원숭이
- 2018년 5월 2일 유아 - [Digital Single] 모닝콜을 부탁해
- 2018년 5월 10일 이승현, 이채연, 조영인 - [Digital Single] 내꺼야 (Pick Me)[36]
- 2018년 6월 7일 온앤오프 - You Complete Me
- 2018년 7월 24일 온앤오프 - 식샤를 합시다 3: 비긴즈 OST Part.1
- 2018년 7월 24일 유아 - 개가수 프로듀서 - 스트리밍[37]
- 2018년 8월 1일 온앤오프 - [Digital Single] ON/OFF
- 2018년 8월 20일 승희 - 러블리 호러블리 OST Part.1
- 2018년 8월 28일 산들 - 러블리 호러블리 OST Part.2
- 2018년 9월 10일 오마이걸 - Remember Me
- 2018년 9월 29일 승희 - 하나뿐인 내편 OST Part.2
- 2018년 10월 9일 산들 - [Digital Single] 연결되어 있으니까[38]
- 2018년 10월 20일 효정 - 하나뿐인 내편 OST Part.5
- 2018년 11월 9일 효정 - [Digital Single] SNS[39]
- 2018년 11월 26일 오마이걸 반하나 - 일단 뜨겁게 청소하라 OST Part.1
- 2018년 12월 10일 B1A4,오마이걸,온앤오프 - [Digital Single] HELLO! WM
- 2019년 1월 26일 B1A4 - [Digital Single] 반하는 날
- 2019년 2월 1일 오마이걸 - [Japan] OH MY GIRL JAPAN DEBUT ALBUM
- 2019년 2월 7일 온앤오프 - We Must Love
- 2019년 3월 15일 효정, 비니 - 리갈하이 OST Part.5
- 2019년 3월 21일 이규형 - [Digital Single] _지마 (X1-MA)[40]
- 2019년 4월 8일 오마이걸 - [Digital Single] 사랑 속도[41]
- 2019년 4월 9일 승희 - 사이코메트리 그녀석 OST Part.3
- 2019년 4월 10일 B1A4 - [Digital  Single] Bana No Hi
- 2019년 4월 11일 오마이걸 - 레이튼 미스터리 탐정사무소 OST
- 2019년 5월 8일 오마이걸 - The Fifth Season
- 2019년 5월 13일 산들 - 초면에 사랑합니다 OST Part.3
- 2019년 6월 3일 산들 - 날씨 좋은 날
- 2019년 7월 3일 오마이걸 - [Japan] OH MY GIRL JAPAN 2nd ALBUM
- 2019년 7월 14일 온앤오프 - 통통한 연애2 OST Part.1
- 2019년 8월 5일 오마이걸 - Fall in Love
- 2019년 9월 20일 오마이걸 - 퀸덤 Part.2[42]
- 2019년 10월 7일 온앤오프 - GO LIVE
- 2019년 10월 22일 산들 - 조선로코 - 녹두전 OST Part.5
- 2019년 10월 25일 오마이걸 - [Digital Single] 게릴라[43]
- 2019년 11월 28일 오마이걸 - 워너비챌린지 OST Part.1
- 2019년 12월 18일 산들 - 워너비챌린지 OST Part.2

## 2020년대
- 2020년 2월 6일 산들 - [Digital Single] 나의 음악쌤 밍글라바[44]
- 2020년 2월 17일 온앤오프 - [Digital Single] Message
- 2020년 3월 21일 효정 - 하이에나 OST Part.8
- 2020년 4월 27일 오마이걸 - NONSTOP
- 2020년 5월 8일 온앤오프 - [Digital Single] 로드 투 킹덤 <왕의 노래> Part.1
- 2020년 5월 22일 온앤오프 - [Digital Single] 로드 투 킹덤 <왕의 노래> Part.2
- 2020년 5월 27일 산들 - [Digital Single] 게으른 나[45]
- 2020년 6월 5일 온앤오프 - [Digital Single] 로드 투 킹덤 <너의 노래> Part.1
- 2020년 6월 12일 온앤오프 - [Digital Single] 신세계[46]
- 2020년 6월 16일 비니 - 썸툰 2020 OST
- 2020년 7월 2일 산들 - [Digital Single] 작은 상자[47]
- 2020년 7월 20일 산들 - [Digital Single] 취기를 빌려 (취향저격 그녀 X 산들)
- 2020년 8월 5일 산들 - 생각집 EP.1
- 2020년 8월 10일 온앤오프 - SPIN OFF
- 2020년 8월 16일 오마이걸 - [Digital Single] 뽀마이걸
- 2020년 9월 4일 헬로!WM[48] - [Digital Single] 너와 나의 시대
- 2020년 9월 7일 유아 - Bon Voyage
- 2020년 9월 25일 유아 - [Digital Single]‘로켓 투 더 문!’
- 2020년 10월 15일 오마이걸 - [Digital Single] Etoile (Korean Ver.)
- 2020년 10월 19일 B1A4 - Origine
- 2020년 10월 22일 온앤오프 - 연애혁명 OST Part.1
- 2020년 10월 25일 승희,지호,비니 - 스타트업 OST Part.4
- 2020년 11월 14일 산들 - 스타트업 OST Part.10
- 2020년 11월 19일 유아 - 구미호뎐 OST Part.7
- 2020년 12월 2일 산들 - 테일즈런너 [언더월드] OST Part.1 : Dark Tales
- 2020년 12월 7일 오마이걸 반하나 - 뽀마이걸 반하나 for Christmas[49]
- 2020년 12월 9일 승희 - [Digital Single] 언젠가 설명이 필요한 밤 (바니와 오빠들 X 승희 (오마이걸))
- 2020년 12월 12일 효정 - [Digital Single] [Vol.78] 유희열의 스케치북 : 마흔아홉 번째 목소리 `유스케 X 효정 (오마이걸)`
- 2021년 1월 25일 산들 - 선배, 그 립스틱 바르지 마요 OST Part.2
- 2021년 1월 28일 효진 - 여신강림 OST Part.7
- 2021년 2월 24일 온앤오프 - ONF:MY NAME
- 2021년 2월 26일 효정 - [Digital Single] 길 (From "라야와 마지막 드래곤")
- 2021년 3월 5일 오마이걸 - [Digital Single] 뽀마이걸 보글보글
- 2021년 4월 11일 산들 - [Digital Single] More Than Words
- 2021년 4월 23일 B1A4 - [Digital Single] 10 TIMES[50]
- 2021년 4월 28일 온앤오프 - CITY OF ONF
- 2021년 5월 10일 오마이걸 - Dear OHMYGIRL
- 2021년 6월 29일 효정,미미,비니 - 라켓소년단 OST Part.3
- 2021년 8월 3일 산들 - [Digital Single] 그대 한 사람 (낮에 뜨는 달 X 산들)
- 2021년 8월 9일 온앤오프 - POPPING
- 2021년 8월 20일 승희 - 우수무당 가두심 OST Part.2
- 2021년 10월 2일 승희 - [Digital Single] 편지
- 2021년 10월 3일 산들 - 갯마을 차차차 OST Part.6
- 2021년 11월 10일 B1A4 - [Digital Single] 거대한 말
- 2021년 11월 30일 효진 - 어사와 조이 OST Part. 2
- 2021년 12월 2일 미미 - 학교 2021 OST Part.4
- 2021년 12월 3일 온앤오프 - Goosebumps
- 2021년 12월 9일 산들 - [Digital Single] I Miss You (쿠키박스 X 산들)[51]
- 2021년 12월 23일 오마이걸 - [Digital Single] Shark
- 2021년 12월 29일 오마이걸 - [Digital Single] KARTRIDER X LINE FRIENDS OST Part 2. ‘Say It To Me’
- 2022년 1월 6일 산들 - [Digital Single] 가끔은 그렇게 웃어도 돼[52]
- 2022년 1월 19일 신우 - 고스트 닥터 OST Part.1
- 2022년 2월 22일 유빈 - 고스트 닥터 OST Part.5
- 2022년 3월 28일 오마이걸 - Real Love
- 2022년 3월 29일 오마이걸 - [Japan] Real Love
- 2022년 3월 30일 오마이걸 - [Japan] OH MY GIRL BEST
- 2022년 6월 11일 승희 - [Digital Single] [Vol.139] 유희열의 스케치북 With you : 아흔 한번째 목소리 '유스케 X 손동운, 승희(오마이걸)'[53]
- 2022년 6월 18일 신우 - 1등 당첨금 찾아가세요 OST (O'PENing)
- 2022년 6월 23일 승희 - 세기말 풋사과 보습학원(네이버 웹툰) OST Part.1
- 2022년 6월 28일 효정,아린 - [Digital Single] Blue & Black[54]
- 2022년 7월 6일 효정,유빈 - 아머드 사우루스 시즌 2 OST Part.1
- 2022년 7월 30일 효정 - 나를 사랑하지 않는 X에게 OST Part.5
- 2022년 8월 14일 오마이걸 반하나 - [Digital Single] 사랑이란 건
- 2022년 8월 16일 온앤오프 - Storage Of ONF
- 2022년 9월 21일 미미 - [Digital Single] 〈두 번째 세계〉 Episode 4[55]
- 2022년 10월 2일 유빈 - Listen-Up(리슨업) EP.9[56]
- 2022년 10월 12일 미미 - [Digital Single] 〈두 번째 세계〉 Episode 6[57]
- 2022년 10월 12일 이채연 - HUSH RUSH
- 2022년 10월 26일 미미 - [Digital Single] 〈두 번째 세계〉 Episode 8[58]
- 2022년 11월 9일 미미 - 〈두 번째 세계〉 FINAL[59]
- 2022년 11월 14일 유아 - Selfish
- 2023년 2월 14일 효진 - [Digital Single] 너를 사랑하는 일
- 2023년 3월 9일 승희 - 엘소드 OST : Set Fire
- 2023년 3월 24일 공찬 - 비의도적 연애담 OST Part.2
- 2023년 4월 12일 이채연 - Over The Moon
- 2023년 4월 22일 오마이걸 - [Digital Single] Miracle
- 2023년 7월 24일 오마이걸 - Golden Hourglass
- 2023년 9월 6일 이채연 - [Digital Single] The Move : Street
- 2023년 10월 4일 온앤오프 - LOVE EFFECT
- 2023년 10월 13일 오마이걸 - [Digital Single] LULUPOP The Party 모두 다 반할 걸?
- 2023년 11월 8일 온앤오프 - [Japan Digital Single] Love Effect
- 2023년 11월 25일 산들 - 무인도의 디바 OST Part.9
- 2023년 11월 25일 효정 - [Digital Single] 내 귀에 띵곡 Part.02[60]
- 2023년 12월 1일 효정,유빈 - [Digital Single] 라떼 한 잔
- 2024년 1월 8일 B1A4 - CONNECT
- 2024년 2월 29일 산들,효정,효진 - [Digital Single] 헬로! WM_V
- 2024년 3월 4일 효진 - 뜨거운 홍차 OST Part.2
- 2024년 3월 5일 산들 - 웨딩 임파서블 : OST Special[61]
- 2024년 3월 14일 유아 - [Digital Single] BORDERLINE
- 2024년 4월 8일 온앤오프 - Beautiful Shadow
- 2024년 7월 3일 이채연 - SHOWDOWN
- 2024년 8월 2일 온앤오프 - INFUSE
- 2024년 8월 26일 오마이걸 - Dreamy Resonance
- 2024년 11월 4일 온앤오프 - 취하는 로맨스 OST Part.1
- 2024년 11월 18일 이채연 - [Digital Single] 말을 해줘[62]
- 2024년 12월 18일 효정 - [Digital Single] 크리스마스 야간열차
- 2025년 2월 18일 온앤오프 - ONF : My Identity
- 2025년 4월 9일 오마이걸 - [Digital Single] Oh My
- 2025년 5월 13일 산들 - 금주를 부탁해 OST Part.1
- 2025년 6월 4일 USPEER - [Digital Single] SPEED ZONE
- 2025년 6월 11일 이채연 - 풋풋한 로맨스 OST Part.1
- 2025년 6월 26일 효정 - 남주서치 OST Part.1
- 2025년 7월 4일 효진, 이채연 - 남주서치 Part.2
- 2025년 7월 10일 이채연 - 풋풋한 로맨스 OST Part.7[63]
- 2025년 7월 22일 오마이걸 - [Digital Single] 일기예보
- 2025년 7월 24일 산들 - [Digital Single] 잘됐으면 좋겠다
- 2025년 8월 3일 온앤오프 - [Digital Single] 여름 빛
- 2025년 8월 21일 효정, 효진, 이채연 - 남주서치 OST